# Râul Valea Ciolpanilor
Râul Valea Ciolpanilor este un curs de apă, afluent al râului Drâslea. 